# Sławomir Kocanowski
Sławomir Kocanowski (ur. 29 maja 1971 w Pyrzycach) – generał brygady Wojska Polskiego, dowódca 1 Podlaskiej Brygady Obrony Terytorialnej (2016–2022), od 2022 dowódca 17 Wielkopolskiej Brygady Zmechanizowanej.

## Życiorys

### Wykształcenie
Absolwent Wyższej Szkoły Oficerskiej Wojsk Zmechanizowanych we Wrocławiu (1994), Akademii Obrony Narodowej w Warszawie, gdzie ukończył studia magisterskie (2003), studiów podyplomowych operacyjno-taktycznych w AON (2006) i dowódczo-sztabowych w Akademii Sztuki Wojennej (2013), a także wielu kursów doskonalących.

### Służba wojskowa
We wrześniu 1990 podjął studia wojskowe jako podchorąży Wyższej Szkoły Oficerskiej Wojsk Zmechanizowanych, które ukończył w 1994 uzyskując dyplom inżyniera – dowódcy. W sierpniu tego roku był promowany na pierwszy stopień oficerski – podporucznika. We wrześniu 1994 został skierowany do Wałcza, gdzie objął stanowisko służbowe dowódcy plutonu w 6 pułku zmechanizowanym. W 1996 został przeniesiony do Szczecina, gdzie w 12 Brygadzie Zmechanizowanej (12 BZ) zajmował kolejno stanowiska: dowódcy plutonu, dowódcy kompanii, szefa sztabu batalionu (2003–2005), zastępcy dowódcy batalionu. Od 30 stycznia do 1 października 2008 uczestniczył w X zmianie w PKW Irak, gdzie pełnił funkcję zastępcy dowódcy zgrupowania bojowego z dowódcą zmiany gen. dyw. Andrzejem Malinowskim. W 2009 został wyznaczony na dowódcę 1 batalionu zmotoryzowanego „Legionów”. Podczas dowodzenia batalionem utworzył jeden z pierwszych w Siłach Zbrojnych pododdziałów oparty wyłącznie na żołnierzach zawodowych i wyposażony w wozy KTO Rosomak. W roku 2011 dowodzony przez niego pododdział 1 batalion piechoty zmotoryzowanej został wyróżniony przez dowódcę Wojsk Lądowych gen. broni Zbigniewa Głowienkę tytułem „Przodujący Pododdział Wojsk Lądowych”. Od 24 października 2012 do 8 maja 2013 uczestniczył w XII zmianie w PKW Afganistan na stanowisku dowódcy zgrupowania bojowego z dowódcą zmiany gen. bryg. Andrzejem Tuzem. Z 12 Brygadą Zmechanizowaną w Szczecinie był związany przez 17 lat. W 2013 przekazał dowodzenie 1 batalionem piechoty zmotoryzowanej, po czym został skierowany na studia dowódczo-sztabowe w AON. 13 października 2014 objął funkcję zastępcy dowódcy 2 Brygady Zmechanizowanej w Złocieńcu.
Z dniem 1 sierpnia 2016 został wyznaczony przez ministra obrony narodowej Mariusza Błaszczaka na stanowisko dowódcy 1 Podlaskiej Brygady Obrony Terytorialnej w Białymstoku, którym był ponad 6 lat. W okresie tym ukończył m.in. Podyplomowe Studia Operacyjno-Taktyczne w Akademii Sztuki Wojennej. 1 marca 2017 minister obrony narodowej Antoni Macierewicz przed Grobem Nieznanego Żołnierza podczas Apelu pamięci wręczył decyzje o nadaniu jego jednostki imiona żołnierza antykomunistycznego podziemia, przejęciu przez jednostkę jego tradycji oraz przyjęciu nazwy wyróżniającej. 6 września 2021 w Białymstoku jako dowódca 1 Podlaskiej Brygady Obrony Terytorialnej (1 PBOT) był organizatorem międzynarodowego spotkania podoficerów starszych w którym uczestniczyli żołnierze: państw tworzących Batalionową Grupę Bojową (BGB) NATO w Polsce, 1 Dywizji Piechoty Armii Stanów Zjednoczonych, 1 PBOT, 4 Warmińsko-Mazurskiej Brygady Obrony Terytorialnej, 5 Mazowieckiej Brygady Obrony Terytorialnej oraz 12 Wielkopolskiej Brygady Obrony Terytorialnej. 27 września 2019 w Warszawie w 80 rocznicę powstania Polskiego Państwa Podziemnego na placu Marszałka Józefa Piłsudskiego, przed Grobem Nieznanego Żołnierza, Prezydent RP Andrzej Duda wręczył mu sztandar wojskowy jako dowódcy 1 Podlaskiej Brygady Obrony Terytorialnej (1 PBOT) im. gen. bryg. Władysława Liniarskiego ps. Mścisław. 21 października 2022 decyzją wicepremiera i ministra obrony narodowej Mariusza Błaszczaka został nominowany na dowódcę 17 Wielkopolskiej Brygady Zmechanizowanej. 4 listopada 2022 odbyła się w obecności gen. broni Wiesława Kukuły, dowódcy Wojsk Obrony Terytorialnej uroczystość przekazania obowiązków dowódcy 1 Podlaskiej Brygady Obrony Terytorialnej im. gen.bryg. Władysława Liniarskiego, ps. „Mścisław”. 18 listopada 2022 w Międzyrzeczu w obecności zastępcy dowódcy 11 Lubuskiej Dywizji Kawalerii Pancernej, gen. bryg. Jana Wojno objął dowodzenie 17 Wielkopolską Brygadą Zmechanizowaną od gen. bryg. Dariusza Kosowskiego. 14 sierpnia 2023 prezydent RP Andrzej Duda mianował go na stopień generała brygady.

## Awanse
- podporucznik – 1994
- porucznik – 1997
- kapitan – 2001
- major – 2006
- podpułkownik – 2011
- pułkownik – 2014
- generał brygady – 14 sierpnia 2023[15]

## Ordery, odznaczenia i wyróżnienia
- Wojskowy Krzyż Zasługi z Mieczami[16]
- Brązowy Krzyż Zasługi[17]
- Gwiazda Iraku
- Gwiazda Afganistanu
- Srebrny Medal „Za zasługi dla obronności kraju”
- Medal Pamiątkowy Wielonarodowej Dywizji Centrum-Południe w Iraku
- Odznaka Honorowa Wojsk Lądowych
- Wojskowa Odznaka Sprawności Fizycznej I stopnia
- Kordzik Honorowy Sił Zbrojnych Rzeczypospolitej Polskiej
- Medal „Opiekun Miejsc Pamięci Narodowej”
- Brązowy Medal za Zasługi dla Policji
- Odznakę pamiątkowa od Prezesa Okręgu Białystok Światowego Związku Żołnierzy Armii Krajowej
- tytuł „Przodujący Pododdział Wojsk Lądowych”
- Odznaka pamiątkowa 1 Podlaskiej Brygady Obrony Terytorialnej – 2016, ex officio
- Odznaka pamiątkowa 17 Brygady Zmechanizowanej – 2022, ex officio

i inne